# Allegan
Allegan is een plaats (city) in de Amerikaanse staat Michigan, en valt bestuurlijk gezien onder Allegan County.

## Demografie
Bij de volkstelling in 2000 werd het aantal inwoners vastgesteld op 4838.
In 2006 is het aantal inwoners door het United States Census Bureau geschat op 4924, een stijging van 86 (1,8%).

## Geografie
Volgens het United States Census Bureau beslaat de plaats een oppervlakte van
11,2 km², waarvan 9,9 km² land en 1,3 km² water. Allegan ligt op ongeveer 216 m boven zeeniveau.

## Plaatsen in de nabije omgeving
De onderstaande figuur toont nabijgelegen plaatsen in een straal van 20 km rond Allegan.